# 東久邇成子
東久邇成子（日语：／ Higashikuni Shigeko */?，1925年12月6日—1961年7月23日），為昭和天皇第一皇女，母香淳皇后，原日本皇族，東久邇宮盛厚王妃。舊稱照宮成子內親王（てるのみやしげこないしんのう）、盛厚王妃成子内親王（もりひろおうひ しげこないしんのう），印號為紅梅。

## 生平

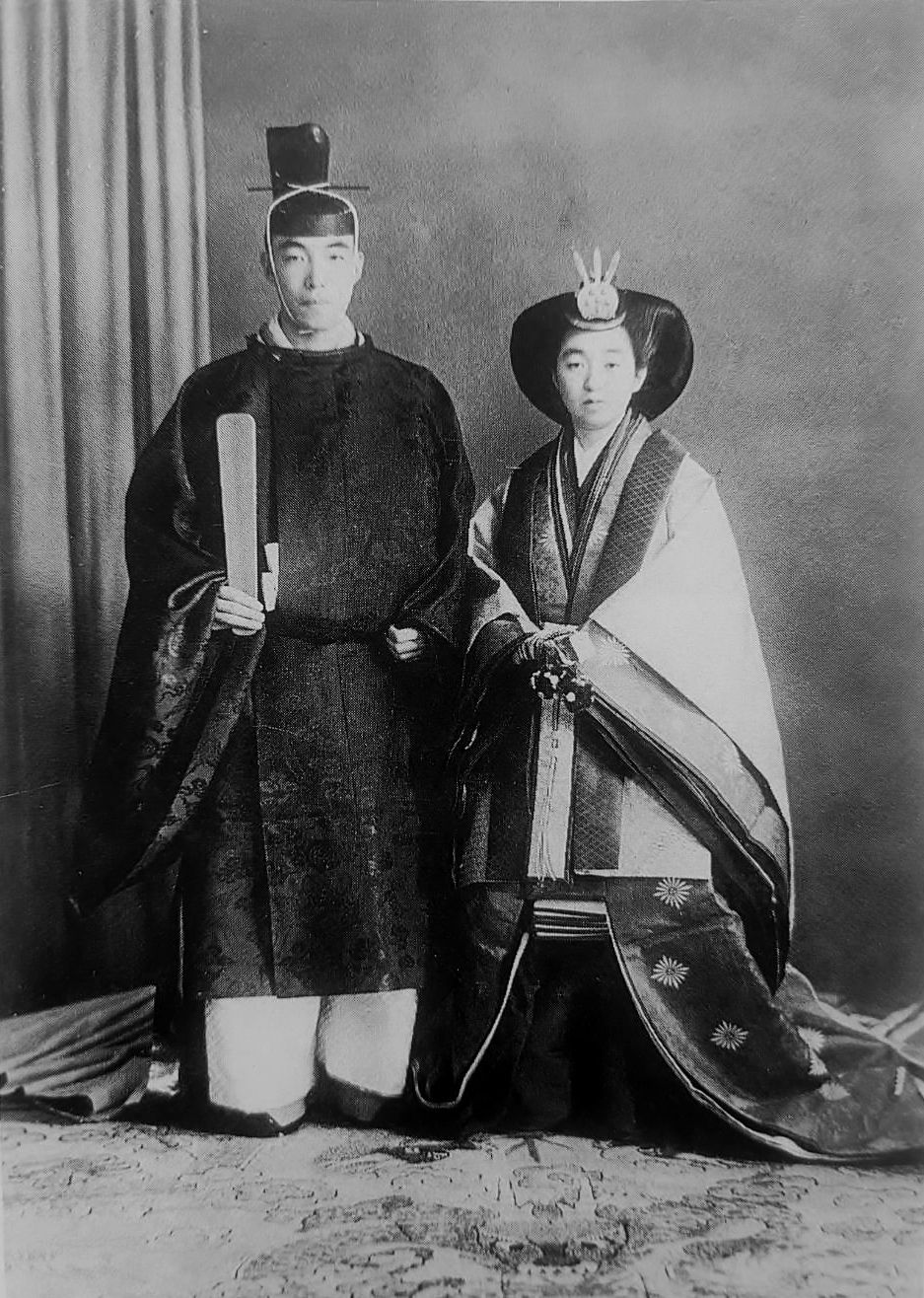
盛厚王與成子結婚時

大正14年（1925年）12月6日，照宮成子內親王生於東京赤坂离宫，作為昭和天皇和香淳皇后之間的第1個孩子，原本昭和天皇與香淳皇后希望能夠親自撫養；皇子女由父母養育長大，在當時仍是尚未被接受的觀念，因而有意見指出，由天皇養育的皇子女將會變得嬌生慣養不易照顧，成子內親王只好在昭和5年（1930年）與天皇夫婦分居，和妹妹們在吳竹寮內一起成長。
昭和18年（1943年）3月於女子學習院中等科畢業，同年10月12日因與東久邇宮稔彥王的第一王子盛厚王結婚而被授予勳一等寶冠章，次日正式舉行婚禮。昭和20年（1945年）3月10日，在東京大轟炸時，於防空壕內生下了與盛厚王之間的第1個孩子——信彥王。昭和22年（1947年）10月，根據現行的皇室典範規定，東久邇宮等宮家脫離皇室，由此盛厚王及成子、信彥王等三人還有其他東久邇宮的成員皆失去皇族身分。成子與盛厚王之間一共有信彥王、文子女王、東久邇秀彥、東久邇真彥、優子共5個孩子，當秀彥、真彥和優子出生時，成子與丈夫已為平民，因此不曾有過皇族頭銜。
昭和35年（1960年）11月成子罹患結腸粘連和腹壁腫瘤，病重入院。昭和36年（1961年）7月23日，在天皇夫婦、皇太子夫婦、東久邇家及妹妹鷹司和子的陪伴下，於午前3時15分於宮內廳醫院逝世，享年35歲。她的離世帶給昭和天皇和香淳皇后很大的打擊。成子被葬於豐島岡墓地，按照香淳皇后的意思，墳墓邊種了許多紅梅。
成子逝世後，其夫東久邇盛厚與寺尾佳子再婚，並生下四男東久邇厚彥（後為寺尾家繼子），後來盛厚在昭和44年（1969年）逝世。成子的次子秀彥後成為壬生家養子並改名壬生基博；長女文子先後嫁大村和敏（大村益次郎後代）以及高木代代吉，而么女優子和東作興結婚。平成13年（2001年）7月23日，即成子死後40年，作為弟弟的明仁天皇和弟媳的美智子皇后前往墓前祭拜。